# 薬室

内面が平滑な薬室（左）と、縦溝を刻んだ薬室（右）の模式図
抽筒不良は左のように薬莢が破断する場合のほか、薬莢底部のリムが引きちぎられる場合もある

薬室（やくしつ、英：Chamber）は、銃身や砲身内の末端部にあって、発射薬が収まる空間を指す。
多くの場合、銃砲身1本ごとに一体となった1つの薬室を持つが、回転式拳銃やリヴォルヴァーカノンでは銃身と薬室が分離している。

## 概要
迫撃砲や古典的な兵器である先込め式の銃砲類を除けば、銃では遊底が、砲では尾栓が薬室の後部を閉じることで発射時に発生する高圧力を封じ込め、銃弾や砲弾を前方へと加速させる。銃身や砲身の中では最も高圧に曝されるため肉厚に作られるが、その分熱を蓄えやすく、連続発射などによってあまり高温になると、薬莢や薬嚢（やくのう）内の発射薬が装填（そうてん）後に加熱されて発射操作前に燃えだしてしまうコックオフと呼ばれる事象が発生する可能性があり、連射が求められる銃砲類ではこの部分の放熱が特に重要となる。薬莢を使用する銃砲では、発射時の圧力によって薬莢がわずかに膨らんで薬室の内腔と密着し、発射薬の燃焼ガスを密封するため、薬室の封鎖が精度良く行える。また薬莢は連射時に発射薬を薬室の熱から守り、発射後には廃熱の一部を吸収して捨てられることでコックオフを防ぐ役割も果たす。
薬室が汚れたり、薬莢と発射薬が適合していないといった悪条件下では、発射後に薬室から薬莢を取り出す「抽筒」（ちゅうとう）と呼ばれる動作時に、薬莢の一部または全部が薬室内に留まって動作が行えない「抽筒不良」になることがある。抽筒不良となることを避けるため、薬室内面にわずかなテーパーを設けたり、フルートと呼ばれる縦溝の加工を施している製品がある。後者の場合、発射時の圧力が縦溝を通って薬莢の外周にも伝わり、薬莢前半部の膨張を抑える。薬室と密着するのは薬莢の後半部だけで、結果として接触抵抗を減らして、薬莢を円滑・確実に抽出できるようになるが、反面で薬室や機関部に発射薬による汚れが付きやすくなる。また溝に沿って薬莢の前半部が変形するため、再利用できなくなる。
通常、砲口や銃口から薬室の後端までの長さは砲身長や銃身長と呼ばれ、砲口や銃口から薬室の前端までの銃弾や砲弾が加速される部分の長さが有効腔長や単に腔長と呼ばれる。ただし、回転式拳銃では銃身長に薬室部分は含まれない。